# Waspán
Waspán (em inglês: Waspam; em misquito: Waspan) é um município da Nicarágua, situado na Região Autônoma da Costa Caribe Norte. Tem 9,342 km² de área e sua população em 2020 foi estimada em 60.418 habitantes.